# Macrodes gygesalis
Macrodes gygesalis är en fjärilsart som beskrevs av Achille Guenée 1854. Macrodes gygesalis ingår i släktet Macrodes och familjen nattflyn. Inga underarter finns listade i Catalogue of Life.